# Battaglia di Brissarthe
La battaglia di Brissarthe venne combattuta il 15 settembre 866 fra i Franchi ed un esercito congiunto di Bretoni e Vichinghi nei pressi di Brissarthe, in Neustria. Durante questa battaglia morirono Roberto il Forte, margravio di Neustria, e Ranulfo I, duca d'Aquitania.
Nell'866 Salomone di Bretagna, si alleò con Hastein, un capo danese, per compiere una spedizione nell'Angiò, nel Maine e nella Turenna. Durante la campagna essi saccheggiarono Le Mans. Roberto il Forte, a capo delle regioni colpite, mise insieme un esercito per espellerli, insieme a Ranulfo, Goffredo I del Maine e un figlio di quest'ultimo, Hervé.
L'esercito riuscì ad intercettare i Danesi prima che essi riuscissero a raggiungere le loro imbarcazioni sulla Loira. Essi cercarono rifugio in una chiesa, ma i Franchi la strinsero d'assedio. Durante la notte i Vichinghi cercarono di fuggire, ma ne nacque una battaglia in cui Roberto il Forte venne ucciso, Ranulfo ferito a morte da una freccia e Hervé ferito. Senza i loro capi, i Franchi si dovettero ritirare.
Nell'867 Carlo il Calvo avviò un negoziato con Salomon e gli riconobbe il titolo di Duca di Bretagna, dandogli la penisola di Cotentin e la zona di Avranches. Hásteinn continuò a saccheggiare la valle della Loira per molti anni, colpendo Bourges nell'867, Orléans nell'868 ed Angers nell'872.